# Flandre (terminologie)
Pour les articles homonymes, voir Flandre.
 (novembre 2023).
 (novembre 2023).
La mise en forme du texte ne suit pas les recommandations de Wikipédia : il faut le « wikifier ».
Les points d'amélioration suivants sont les cas les plus fréquents. Le détail des points à revoir est peut-être précisé sur la page de discussion.
- Les titres sont pré-formatés par le logiciel. Ils ne sont ni en capitales, ni en gras.
- Le texte ne doit pas être écrit en capitales (les noms de famille non plus), ni en gras, ni en italique, ni en « petit »…
- Le gras n'est utilisé que pour surligner le titre de l'article dans l'introduction, une seule fois.
- L'italique est rarement utilisé : mots en langue étrangère, titres d'œuvres, noms de bateaux, etc.
- Les citations ne sont pas en italique mais en corps de texte normal. Elles sont entourées par des guillemets français : « et ».
- Les listes à puces sont à éviter, des paragraphes rédigés étant largement préférés. Les tableaux sont à réserver à la présentation de données structurées (résultats, etc.).
- Les appels de note de bas de page (petits chiffres en exposant, introduits par l'outil «  Source ») sont à placer entre la fin de phrase et le point final[comme ça].
- Les liens internes (vers d'autres articles de Wikipédia) sont à choisir avec parcimonie. Créez des liens vers des articles approfondissant le sujet. Les termes génériques sans rapport avec le sujet sont à éviter, ainsi que les répétitions de liens vers un même terme.
- Les liens externes sont à placer uniquement dans une section « Liens externes », à la fin de l'article. Ces liens sont à choisir avec parcimonie suivant les règles définies. Si un lien sert de source à l'article, son insertion dans le texte est à faire par les notes de bas de page.
- La présentation des références doit suivre les conventions bibliographiques. Il est recommandé d'utiliser les modèles {{Ouvrage}}, {{Chapitre}}, {{Article}}, {{Lien web}} et/ou {{Bibliographie}}. Le mode d'édition visuel peut mettre en forme automatiquement les références.
- Insérer une infobox (cadre d'informations à droite) n'est pas obligatoire pour parachever la mise en page.

Pour une aide détaillée, merci de consulter Aide:Wikification.
Si vous pensez que ces points ont été résolus, vous pouvez retirer ce bandeau et améliorer la mise en forme d'un autre article.
La « Flandre » ou les « Flandres » est un toponyme à la source de confusions et de débats dû à ses multiples usages pour définir au fil du temps des zones géographiquement, politiquement, historiquement, linguistiquement et ethniquement différentes. Les occupants successifs de ce territoire ont nommé de la même manière des entités diverses et des formes différentes d'une unique entité, ce qui entraîne des divergences de perception aussi bien pour ses habitants que pour les étrangers.

## Histoire
Historiquement, la région a été marquée par les continuels changements politiques dans l'histoire de la région historique des Pays-Bas. Sur le plan géographique, il n'existe pas de définition claire de la région et les noms des sous-divisions ne font l'unanimité ni des universitaires, ni de ses propres habitants. Sur le plan ethnique, la zone est habitée principalement par trois groupes. Deux d'entre eux se définissent eux-mêmes comme « Flamands » : 
- les Flamands du groupe linguistique néerlandais, répartis entre trois pays (France, Belgique et Pays-Bas) ;
- les Flamands du groupe linguistique français, résidant notamment en France et qui se démarquent ainsi du premier groupe.

Ces derniers ont préféré occulter leurs origines flamandes et se définir comme :
- les Picards, d'après le nom de leur dialecte utilisé, plutôt du côté français ;
- les Wallons ou les Hainuyers, plutôt du côté belge.

Linguistiquement, les noms et les origines des langues parlées dans les différents territoires font l'objet de grandes controverses, tandis que dans le domaine politique, l'utilisation du nom de Flandre(s) engendre des débats, les groupes nationalistes souhaitant en imposer un usage exclusif.

## Étymologie
L'origine du nom "Flandre", dérivé d'un mot germanique signifiant "endroit inondé". Ce terme reflète la géographie marécageuse de la région. Il décrit l'évolution linguistique en latin, néerlandais et français, ainsi que l'usage varié du singulier et du pluriel selon les langues.

## Géographie physique
Les Flandres forment une région côtière de la Mer du Nord en Europe de l'Ouest, couvrant quelque 11 000 km2. Bien que les frontières de la région ne soient pas officiellement définies par un État ou une organisation internationale, son territoire semble correspondre à la plaine bordant la Mer du Nord (au nord-ouest) s'étirant des Collines d'Artois (au sud-ouest) jusqu'à l'Escaut occidental (au nord) et à l'Escaut (à l'est).

La limite sud située entre Scarpe et Escaut est moins marquée et forme une région de transition.
Si la plaine de Flandre(s),,, (ou plaine flamande),, (Vlaamse vlakte) couvre entièrement le territoire historique des Flandres jusqu'à l'Escaut, son étendue géographique comprend en outre le Calaisis et l'Audomarois (région appelée parfois Artois flamand),,,.
Le terme générique plaine de Flandre(s) regroupe les trois zones suivantes :

### Plaine maritime flamande ou Flandre maritime
Il s'agit d'une zone située de 0 (quelques polders se situent même en dessous du niveau de la mer) à 5 m au-dessus du niveau de la mer appelée : Plaine maritime flamande (en néerlandais : Vlaamse kustvlakte), ou « plaine de Flandre maritime » ou « Flandre maritime » (en néerlandais : Maritiem-Vlaanderen), zone se poursuivant le long de l'Escaut occidental (en néerlandais : Scheldevlakte),,,, jusqu'Anvers. 
En France, cette dénomination était employée pour désigner l'ancienne province de Flandre maritime, située dans la partie française de la Plaine maritime flamande. Avec la disparition de la province française, l'acception est redevenue plus géographique que politique, rejoignant ainsi l'acception néerlandaise : Maritiem Vlaanderen (nl). Les frontières étatiques peuvent cependant modifier la perception globale des auteurs de part et d'autre et les acceptions se réduisent alors au simple cadre national. La "Flandre maritime" désignera alors seulement la Flandre maritime française ou belge (Maritiem Vlaanderen).

#### Scheldevlakteet Plaines de l'Escaut
Le terme néerlandais "Scheldevlakte" témoigne du passage d'un environnement marin à un environnement fluvial, en l'occurrence celui de l'Escaut occidental, un des bras du delta formé par le fleuve Escaut. Traduit par "Plaine de l'Escaut", mais très rarement utilisé, il entre en concurrence avec son homonyme de Flandre wallonne belge "Plaines de l'Escaut", traduit aussi par "Scheldevlakte" en néerlandais.

#### Côtes flamandes
La notion géographique de côte est bien établie aussi bien en français qu'en néerlandais. Sa dénomination alimente cependant régulièrement la controverse en Belgique selon que l'on mette l'accent sur le caractère régional : Côte flamande (Vlaamse kust (nl)), ou sur le caractère national : Côte belge (en néerlandais : Belgische kust). Les Belges francophones opteront plutôt pour La Côte belge. Mais la dénomination préférée par les Belges néerlandophones n'est pas clairement établie.
La zone côtière fait partie intégrante de la province de Flandre-Occidentale, en Région flamande. Son territoire s'avance jusqu'à la ligne de base, c'est-à-dire la laisse de basse mer. Les eaux territoriales au-delà de cette ligne constituent l'unique zone non régionalisée de Belgique et appartiennent au Gouvernement fédéral belge. La plage appartient donc à la Région flamande, mais pas les pontons. À titre d'illustration, un baigneur s'avançant vers la mer se trouve en Région flamande tant qu'il se trouve sur la plage, mais passe en territoire fédéral lorsqu'il est dans l'eau.
L'office du tourisme flamand de Belgique, (en néerlandais : Toerisme Vlaanderen (nl)), promeut activement depuis 1999 la « Côte flamande » (Vlaamse Kust), mais c'est surtout le ministre Geert Bourgeois (N-VA) qui, en tant que ministre des Affaires administratives, de la Politique internationale, des Médias et du Tourisme du Gouvernement flamand de 2004 à 2008, a demandé dès son arrivée à ce qu'on utilise constamment le terme Côte flamande autant dans les représentations de la Région flamande à l'étranger que dans ses agences (dont Toerisme Vlaanderen). En 2005, il explique cependant qu'il s'agit de forger une identité touristique flamande pour le territoire de la Région flamande, tout en restant pragmatique dans l'emploi des termes. Ainsi la Côte belge est utilisé à la place de Côte flamande dans les actions de promotion en France du fait de l'existence d'une Côte flamande française et de l'utilisation régulière de "Flandres" pour des régions du Nord-Pas-de-Calais. 
 Dans la pratique, les deux termes sont donc utilisés en néerlandais, et ce, de manière interchangeable. Les deux dénominations ne sont pourtant pas équivalentes. Le terme Côte flamande (Vlaamse Kust) englobe en effet un territoire plus vaste que la simple Côte belge, car débordant sur les côtes flamandes de Flandre française et de Flandre zélandaise aux Pays-Bas. Le terme Côte belge (en néerlandais : Belgische kust) permet de délimiter explicitement la partie belge de cette côte flamande. À l'inverse de la France et des Pays-Bas, la Belgique ne possède qu'une toute petite façade maritime de 66 km de long, située entièrement dans une unique province flamande, la Flandre-Occidentale. Cette coïncidence entre un concept régional flamand et un concept national belge explique, dans un contexte d'affrontement communautaire, les tensions liées à l'utilisation de ces termes, car la seule "côte belge", c'est la "côte flamande".
En France, la côte flamande n'est qu'une des nombreuses côtes de ce pays et porte le nom touristique de Côte des dunes de Flandres. Les plages font partie du "domaine public maritime" et sont propriété de l'État à l'instar des eaux territoriales. Le terme "Côte d'Opale" est aussi utilisé pour désigner un ensemble plus vaste allant de la frontière belge à Berck et qui correspond au littoral de la région Nord-Pas-de-Calais.

### Plaine de Flandre proprement dite ou Flandre intérieure
- La plaine de Flandre(s) proprement dite (Vlaamse vlakte), ou Flandre intérieure, est entre cinq et cinquante mètres au-dessus du niveau de la mer[Note 4].

Le terme Flandre intérieure (Binnen-Vlaanderen) est utilisé aussi bien en Belgique qu'en France et aux Pays-Bas pour désigner la plaine de Flandre au-delà de 5 m d'altitude,.
Les Monts des Flandres sont considérés comme faisant partie de cette plaine, car ce sont des buttes-témoins isolées.

### Monts des Flandres
- les Monts des Flandres (West-Vlaamse Heuvels), entre 50 et 200 m au-dessus du niveau de la mer[29].

### Synoptique de la terminologie utilisée en géographie physique
|                                                                                | Localisation                             | Français                                           | Néerlandais | remarques |
| Zone située entre les Collines d'Artois, l'Escaut et la Mer du Nord (Flandres) |                                          | plaine de Flandre                                  | Vlaamse vlakte | Le néerlandais préfère recourir à l'adjectif vlaams (flamand) En français, l'utilisation du singulier ou du pluriel n'est pas fixé : Flandres/Flandre |
| Zone située entre les Collines d'Artois, l'Escaut et la Mer du Nord (Flandres) | plaine de Flandres                       |                                                    | Vlaamse vlakte | Le néerlandais préfère recourir à l'adjectif vlaams (flamand) En français, l'utilisation du singulier ou du pluriel n'est pas fixé : Flandres/Flandre |
| Zone située entre les Collines d'Artois, l'Escaut et la Mer du Nord (Flandres) | plaine flamande                          |                                                    | Vlaamse vlakte | Le néerlandais préfère recourir à l'adjectif vlaams (flamand) En français, l'utilisation du singulier ou du pluriel n'est pas fixé : Flandres/Flandre |
| Zone située entre les Collines d'Artois, l'Escaut et la Mer du Nord (Flandres) | pas d'équivalent (basse plaine flamande) | Vlaamse Laagvlakte (nl)                            | l'adjectif laag (bas) est une référence à la géographie belge qui distingue 3 zones dont la Basse Belgique. | |
| Zone de 0 à 5 m au-dessus du niveau de la mer                                  |                                          | Plaine maritime flamande                           | Vlaamse kustvlakte | Le néerlandais préfère recourir aux termes vlaams (flamand) et kust (littoral, côtier) |
| Zone de 0 à 5 m au-dessus du niveau de la mer                                  | Plaine littorale flamande                |                                                    | Vlaamse kustvlakte | Le néerlandais préfère recourir aux termes vlaams (flamand) et kust (littoral, côtier) |
| Zone de 0 à 5 m au-dessus du niveau de la mer                                  | plaine de Flandre maritime               | pas d'équivalent                                   | | Le néerlandais préfère recourir aux termes vlaams (flamand) et kust (littoral, côtier) |
| Zone de 0 à 5 m au-dessus du niveau de la mer                                  | Flandre maritime                         | Maritiem Vlaanderen (nl)                           | Le néerlandais de Belgique privilégie l'aspect géographique physique, Maritiem Vlaanderen est aussi utilisé en Flandre française flamingante pour traduire le nom de l'ancienne province homonyme de Flandre maritime. En français, cette homonymie est levée par l'utilisation de "plaine maritime" en géographie physique. Avec la disparition de la province française, l'acception de Flandre maritime est redevenue plus géographique que politique, rejoignant ainsi l'acception néerlandaise : Maritiem Vlaanderen (nl). Les frontières étatiques peuvent cependant modifier la perception globale des auteurs de part et d'autre et les acceptions se réduisent alors au simple cadre national. La « Flandre maritime » désignera alors seulement la Flandre maritime française (province et/ou plaine maritime) ou belge (Maritiem Vlaanderen (nl)). | |
| Zone de 0 à 5 m au-dessus du niveau de la mer                                  |                                          | Pas d'équivalent. Homonyme : (Plaines de l'Escaut) | Scheldevlakte | Le français privilégie le terme Plaine maritime flamande et ignore la distinction opérée par le néerlandais quant au passage de la Mer du Nord à l'Escaut occidental. L'homonyme Plaines de l'Escaut désigne une zone géographique distincte de Flandre wallonne belge dans le Tournaisis. |
| Zone de 0 à 5 m au-dessus du niveau de la mer                                  |                                          | Côte flamande                                      | Vlaamse kust (nl) | Côte bordant le territoire des Flandres le long de la Mer du Nord. La Région flamande de Belgique restreint cette notion à la côte flamande belge. |
| Zone de 0 à 5 m au-dessus du niveau de la mer                                  | Côte belge                               | Belgische kust (nl)                                | Côte bordant le territoire de la Belgique et coïncidant avec la notion de "côte flamande belge". | |
| Zone de 0 à 5 m au-dessus du niveau de la mer                                  | Côte des dunes de Flandres               | De duinen van Vlaanderen                           | Terme touristique désignant une partie de la côte flamande française et s'étirant de Dunkerque à Bray-Dunes (frontière avec la Belgique). | |
| Zone de 0 à 5 m au-dessus du niveau de la mer                                  | Côte d'Opale                             | Opaalkust                                          | Terme touristique désignant le littoral de la région Nord-Pas-de-Calais, de la frontière belge à Berck. | |

## Géographie historique
Le Plat Pays est une région envahie par la mer, créant et supprimant îles et bras de mer, ensablant les estuaires et noyant les marais ; une mer qui recule, découvrant de longues bandes de terres vierges, pour les reprendre ensuite.

### Deuxième transgression dunkerquienne

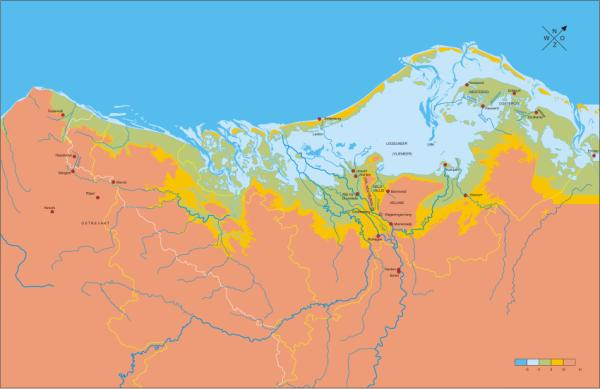
Transgression marine dans la région à partir de 250 apr. J.-C. Les frontières actuelles sont en pointillé jaune

Arrivée des Francs saliens en 440 apr. J.-C. (Le littoral ne correspond pas).

De 250 à 600 apr. J.-C., la Transgression marine Dunkerque II fait fluctuer la région au rythme de la mer ; des peuples reculent, les Ménapiens, les Morins et les Nerviens de l'Empire romain, d'autres avancent le long des côtes, les Frisons, les Angles et les Saxons. D'autres encore, les Francs saliens arrivent par les terres et s'installent progressivement dans la région jusqu'à la contrôler.

### Frontières naturelles
Les Francs réorganisent alors le territoire selon les frontières naturelles que forment les rivières. Les délimitations forment des gouwe, semblables aux pagi gallo-romains, devenus en français des pays.

### Géologie et climat
Il y a 65 millions d’années ; c'est-à-dire à l'avènement du Paléocène ; la mer qui déposait la craie se retire, puis pendant une vingtaine de millions d’années, la mer apporte des sables et des argiles sur une épaisseur de plus de 250 m qui formeront la future plaine de Flandre.
D'il y a 17 000 à 10 000 ans, la Flandre a subi une transgression appelée "transgression flandrienne" ; c'est-à-dire un déplacement de la ligne de rivage vers l'intérieur des terres ; l'eau des inlandsis a fondu, ce qui a entrainé une remontée du niveau de la Manche d'environ 100 m sur le long des côtes des Pays-Bas et des Flandres belge et française.

## Chronologie historique

### Pays des Flandres

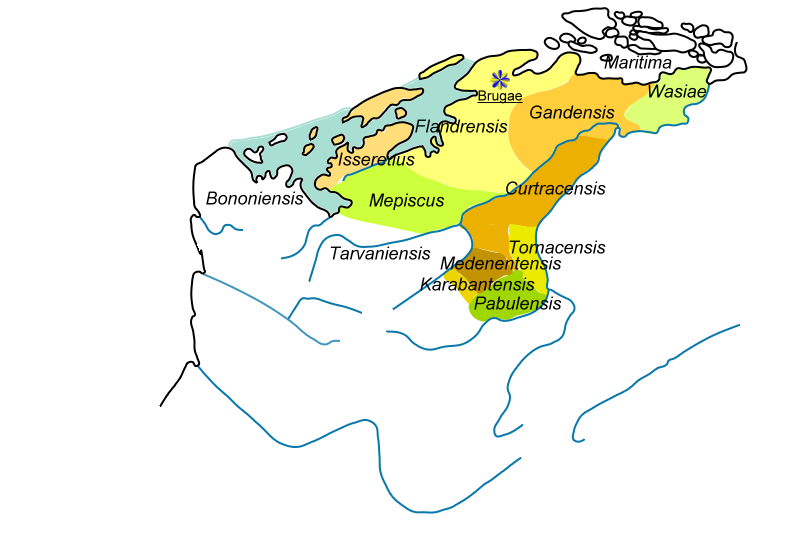
Pagi réunis dans le Marquisat des Flandres

Les Flandres apparaissent ainsi pour la première fois avec le Pagus Flandrensis, créé par les Francs saliens après leur prise en main de la région au IVe siècle. La zone s'articule autour de Bruges entre le Zwin et l'Yser. Le Pays des Flandres s'agrandit ensuite du pays de Torhout (Pagus Torholtanus) et des bourgades de Gistel et Oudenburg.Ce pagus correspondait aux doyennés de Bruges, d'Oudenburg, d'Aardenburg et probablement de Roulers et comprenait Bruges, Roulers, Izegem, Tielt, Torhout.

### Marquisat des Flandres

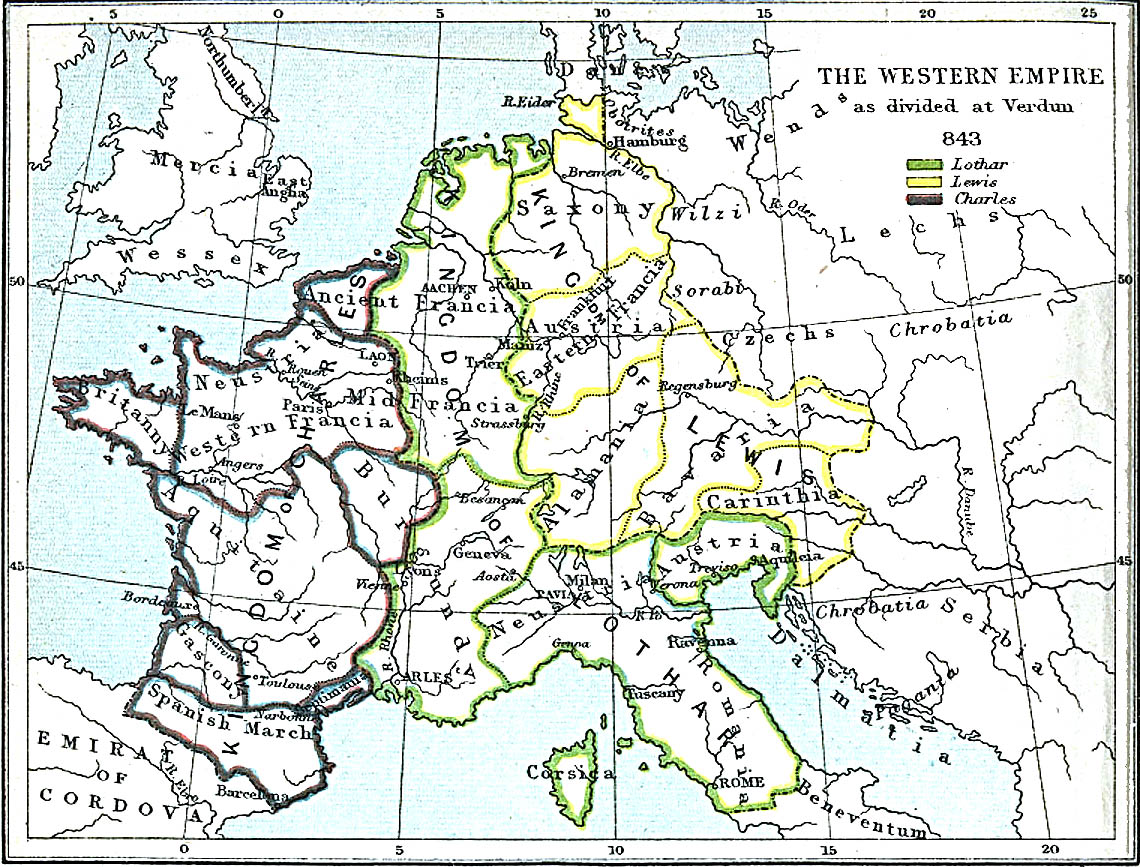
Marquisat des Flandres au traité de Verdun à l'extrémité nord du royaume de Charles (en bleu)

Le traité de Verdun, en 843, entraine la création d'une marche, le Marquisat des Flandres, pour défendre le nord de la Francie Occidentale contre la Lotharingie. L'Escaut devient une frontière entre deux grands ensembles antagonistes pour des siècles. Le marquisat regroupe sous l'égide du Pagus Flandrensis, le Pagus Isseretius, le Pagus Wasiae, le Pagus Gandensis, le Pagus Mempiscus, le Pagus Curtracensis, le Pagus Tornacensis, le Pagus Karabantensis, le Pagus Medenentensis, le Pagus Pabulensis et peut-être le Pagus Tarvanensis et le Pagus Bononiensis. Le marquisat s'étend aussi à l'ouest au gré des terres libérées par la mer. Le Pagus Maritima (Axel, Hulst, Boekhoute et Assenede, encore de véritables îlots) dépend, lui, de la Frise occidentale, en Lotharingie.

### Comté des Flandres

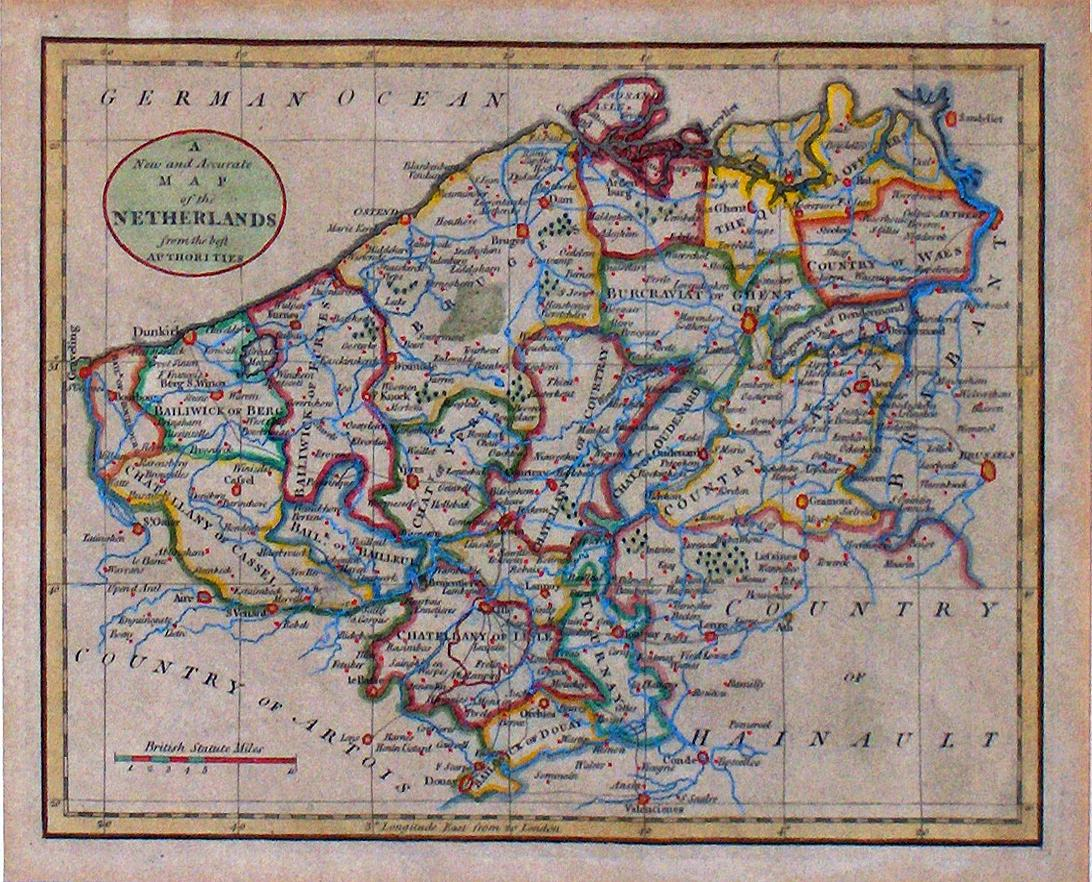
Les Flandres en 1780

À partir du IXe siècle, l'ensemble des pagi est unifié au sein du comté des Flandres (la forme plurielle est toujours la seule utilisée à cette époque). Conquête de l'Artois, du Boulonnais et provisoirement du Vermandois
À la mort de Baudouin II, le territoire est partagé entre ses fils. Ce partage délimite le comté des Flandres proprement dit : de la Mer du Nord à l'Escaut aux collines de l'Artois. À la mort du fils cadet, le Boulonnais et le Ternois reviennent au comté et le concept de frontières naturelles de la Flandre voit le jour avec la conquête de l'Artois et du Ponthieu, la Canche délimitant la frontière sud car seulement traversable à Montreuil (Pas-de-Calais). L'Ostrevent vient compléter le dispositif en contrôlant complètement la frontière orientale que constitue l'Escaut.
Les Flandres élargissent alors leur domaine vers le sud en Amiénois jusqu'à la Somme. Un accord avec le Roi de France fait passer les conquêtes flamandes sous suzeraineté royale à la mort d'Arnoul Ier le Vieux. Son successeur est faible et perd Courtrai ainsi que Gand et le pays de Waes, tandis que Boulonnais et Ternois et plus tard Guînes, passent à une branche cadette, dépendante toutefois du comté. Les Flandres sont réduites à la portion congrue.
Avec Baudouin IV, l'Artois et l'Ostrevent reviennent aux Flandres. Elles s'accroissent encore dans le Saint-Empire romain germanique avec Valenciennes, Walcheren, les îles de Zélande attenantes (Zuid-Beveland, dont Borsele forme la partie sud-ouest, et Wolphaartsdijk (Oostkerke)), ainsi que les quatre îles de l'ancien Pagus maritima (nl) qui deviendront les Quatre-Métiers. C'est le début de la Flandre impériale et de la distinction avec la Flandre royale.
Les Flandres seront consolidées pour deux siècles autour du noyau que constitue le marquisat, autour duquel gravitent les comtés vassaux de Boulogne, de Guînes, de Saint-Pol, de Lens, d'Hesdin ainsi que ceux de la Flandre impériale.

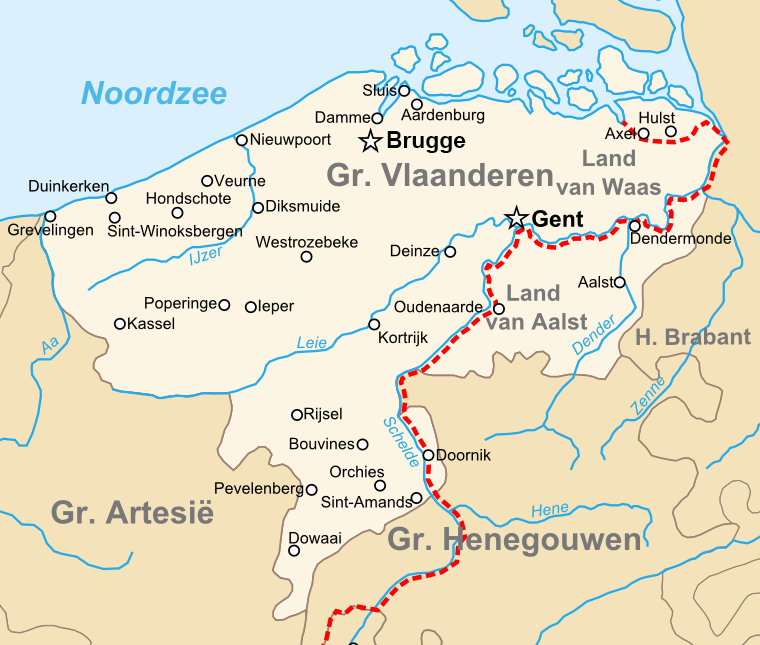
La Flandre à la fin du XIVe siècle.
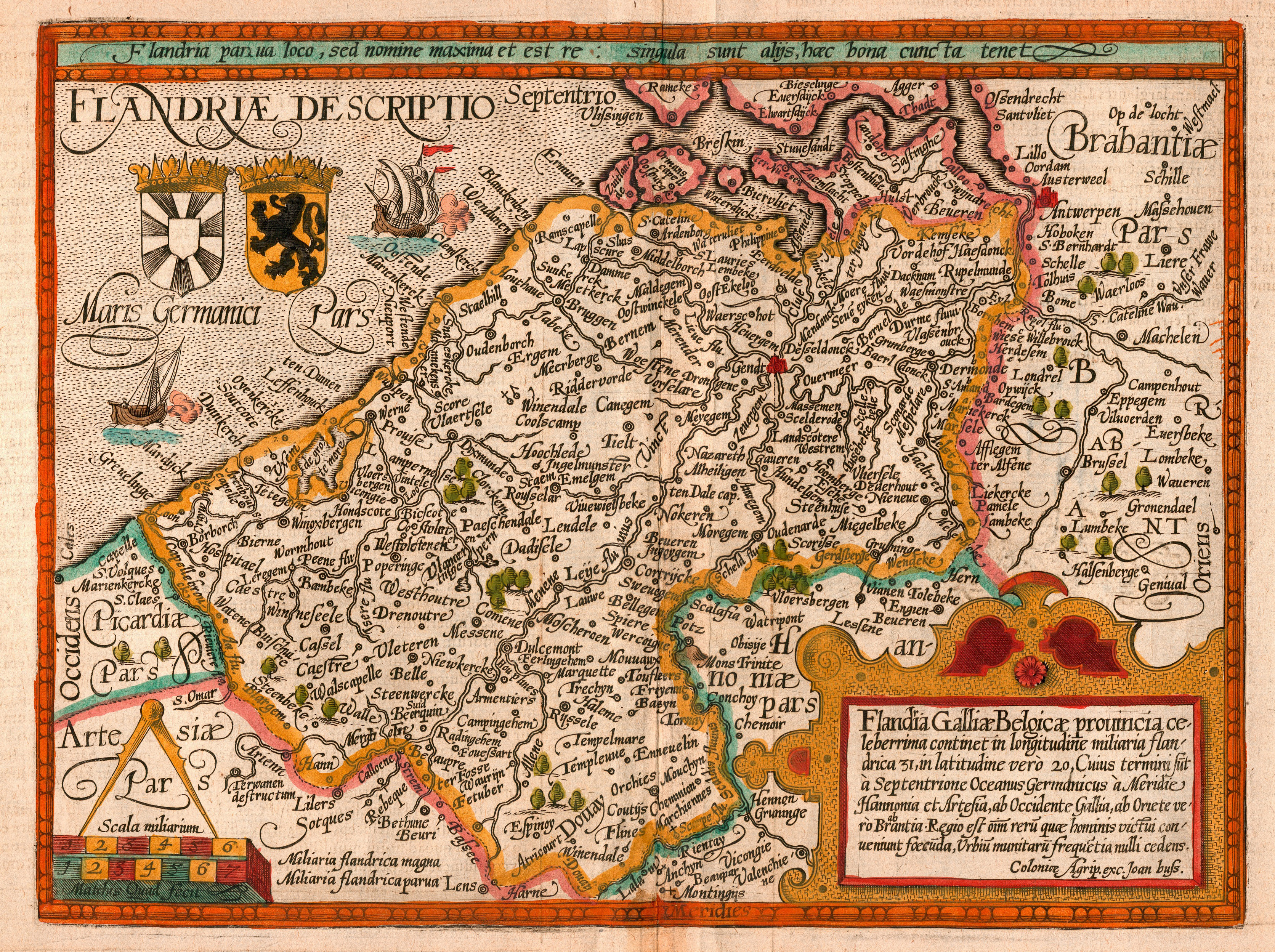
La Flandre en 1609.
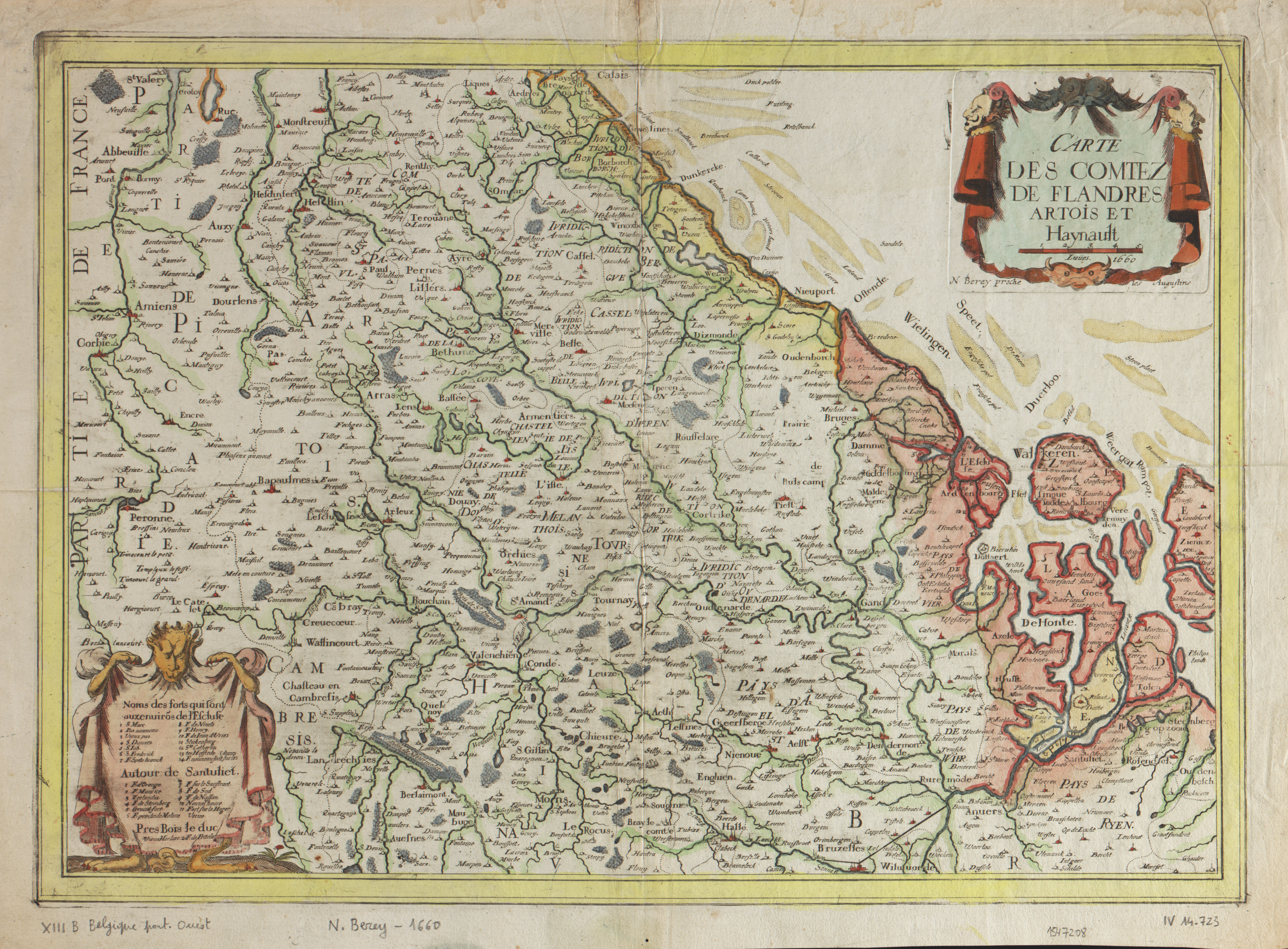
« Carte des comtez » La Flandre en 1669.
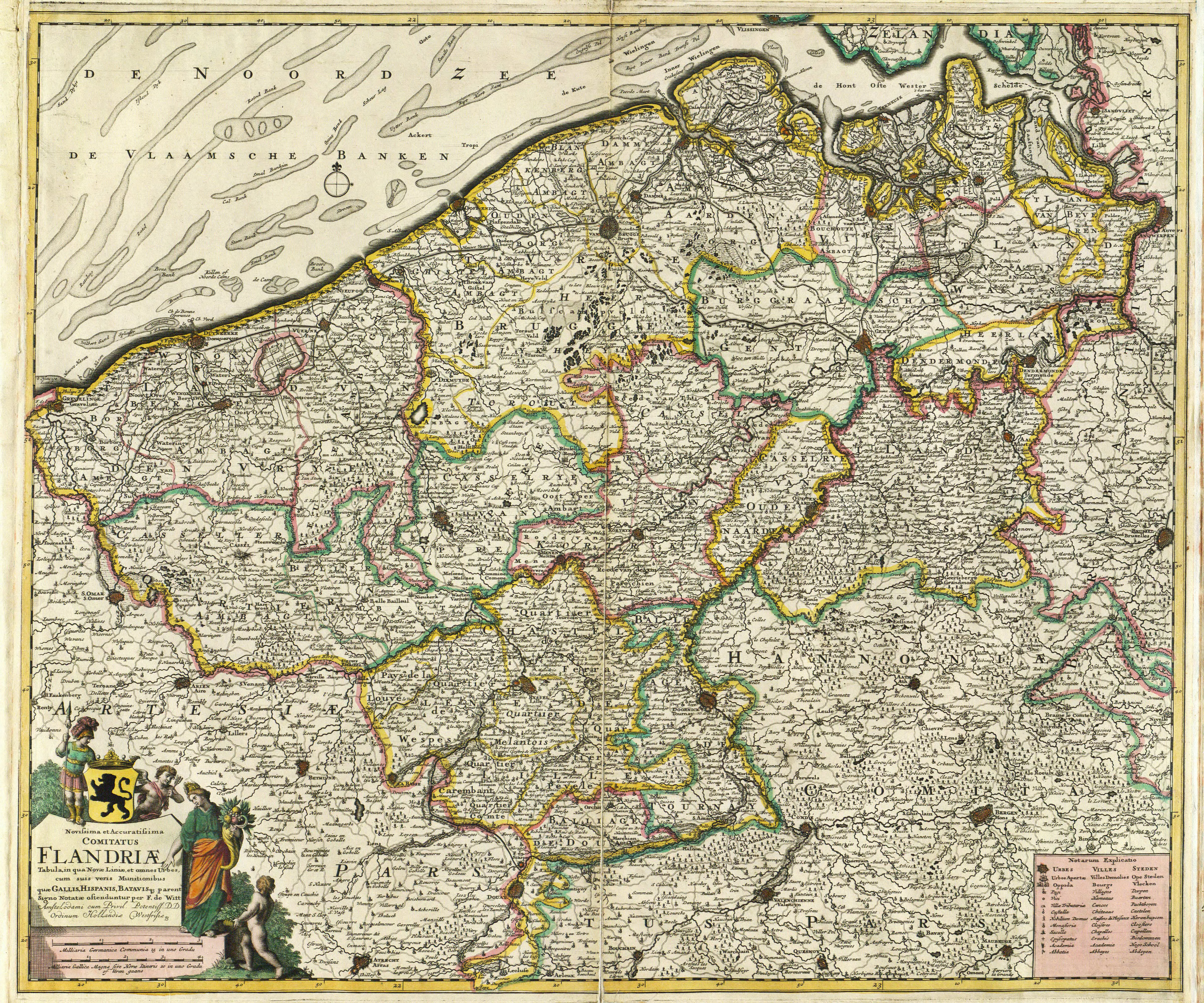
« Novissima et Accuratissima Comitatus Flandriæ tabula » La Flandre en 1689.

### Les Flandres historiques

#### Flandre royale / Flandre impériale (IXesiècle-1529)

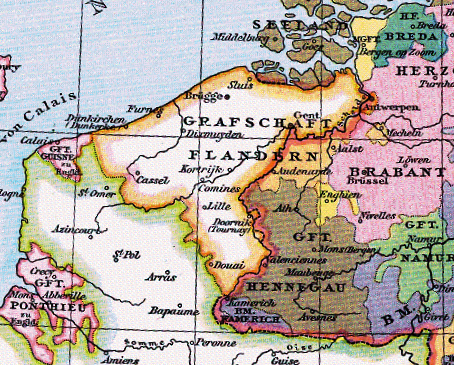
La Flandre en 1400.  - Comté de Flandre - Flandre royale - Flandre impériale - Frontière (l'Escaut) entre le royaume de France et le Saint-Empire romain germanique
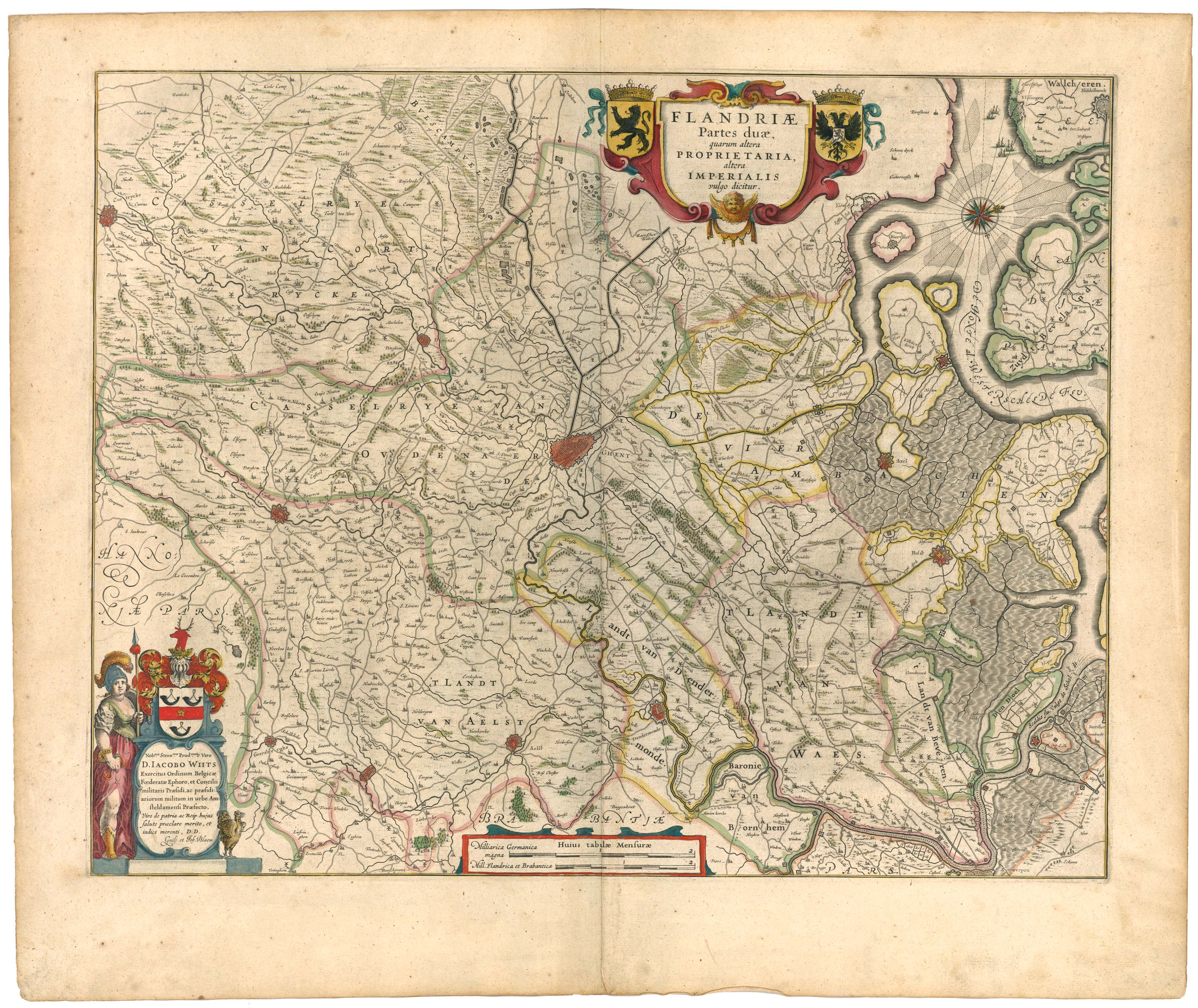
La Flandre en 1645.   - Flandre royale
  - Flandre impériale
  - Flandre impériale
(dont le Pays de Waes)

Termes utilisés pour désigner les possessions du comté de Flandre selon qu'elles relevaient du royaume de France ou du Saint-Empire germanique sur l'autre rive de l'Escaut. C'est à partir du IXe siècle que le comté de Flandre s'étend en terre impériale en créant le comté d'Alost pris sur des terres de l'ancien Pagus Barchbatensis. Les termes cessent progressivement d'être utilisé à partir du milieu de XVIe siècle, époque à laquelle les liens de vassalité envers le royaume de France sont définitivement rompus. Tout le comté de Flandres fait alors partie du Saint-Empire romain germanique.

#### Flandre allemande ou Flandre teutone

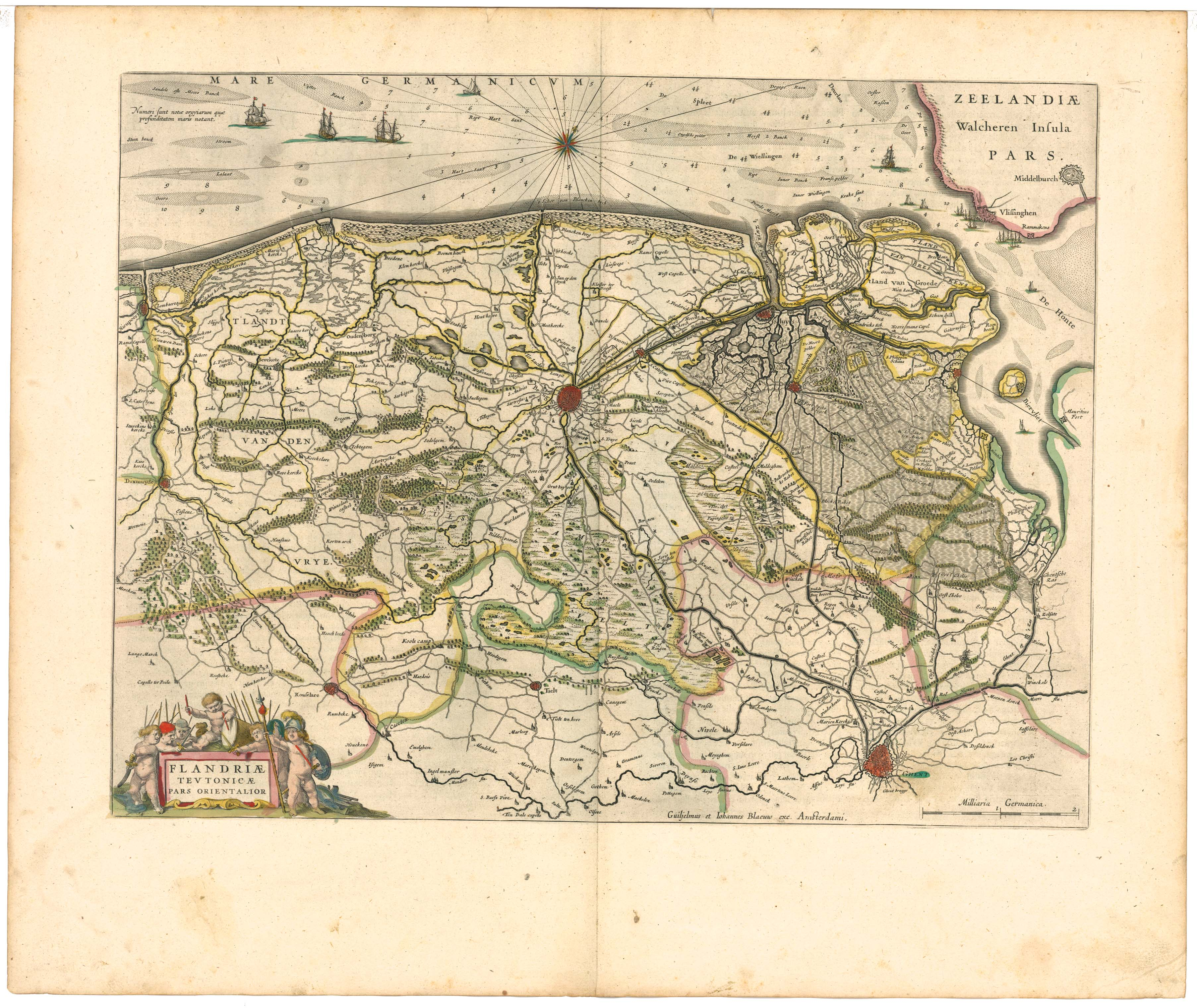
Flandriæ Teutonicæ pars orientalior

#### Flandre autrichienne
Après la mort de Charles le Téméraire, en 1477, le comté de Flandre passa dans la maison d'Autriche par le mariage de sa fille unique, Marie, avec l'archiduc Maximilien Ier.

#### Flandre espagnole
Charles Quint fit entrer la Flandre dans le cercle de Bourgogne, et la réunit ensuite à la monarchie espagnole en la donnant à son fils Philippe II, en 1554.

#### Flandre hollandaise
La Flandre hollandaise, située sur le Bas-Escaut, fut cédée aux Provinces-Unies par le traité de Westphalie en 1648, et la Flandre française à la France par le traité de Nimègue en 1678. La Flandre française formait un grand gouvernement et avait pour chef-lieu Lille. Le traité d'Utrecht attribua en 1715 la Flandre espagnole à la branche autrichienne de la maison de Habsbourg.

#### Flandre des États
La Flandre des États était un des Pays de la Généralité des Provinces-Unies. Elle comprenait à peu près le territoire de l'actuelle Flandre zélandaise.

#### Province de Flandre ou Flandre française
La Flandre française (parfois au pluriel les Flandres françaises) est la partie de l'ancien comté de Flandre qui appartient aujourd'hui à la France, formant la moitié du département du Nord. Elle résulte essentiellement de la reconquête du sud du comté de Flandre par la France au XVIIe siècle avec les villes de Lille, Douai, Orchies, Armentieres, Cassel, Dunkerque.
Un parlement est institué à Douai (Lille étant trop proche de la nouvelle frontière).

## Division culturelle

### Les Flandres ethniques
En dehors du comté de Flandre, nous retrouvons l'Audomarois, qualifié d'Artois flamand dans de nombreuses sources.
Le terme de Flandres artésiennes a aussi fait son apparition de nos temps modernes pour qualifier les alentours d'Aire-sur-la-Lys et de Lillers, Lucien Suel, écrivain et poète picardisant affirme vivre dans les Flandres artésiennes.

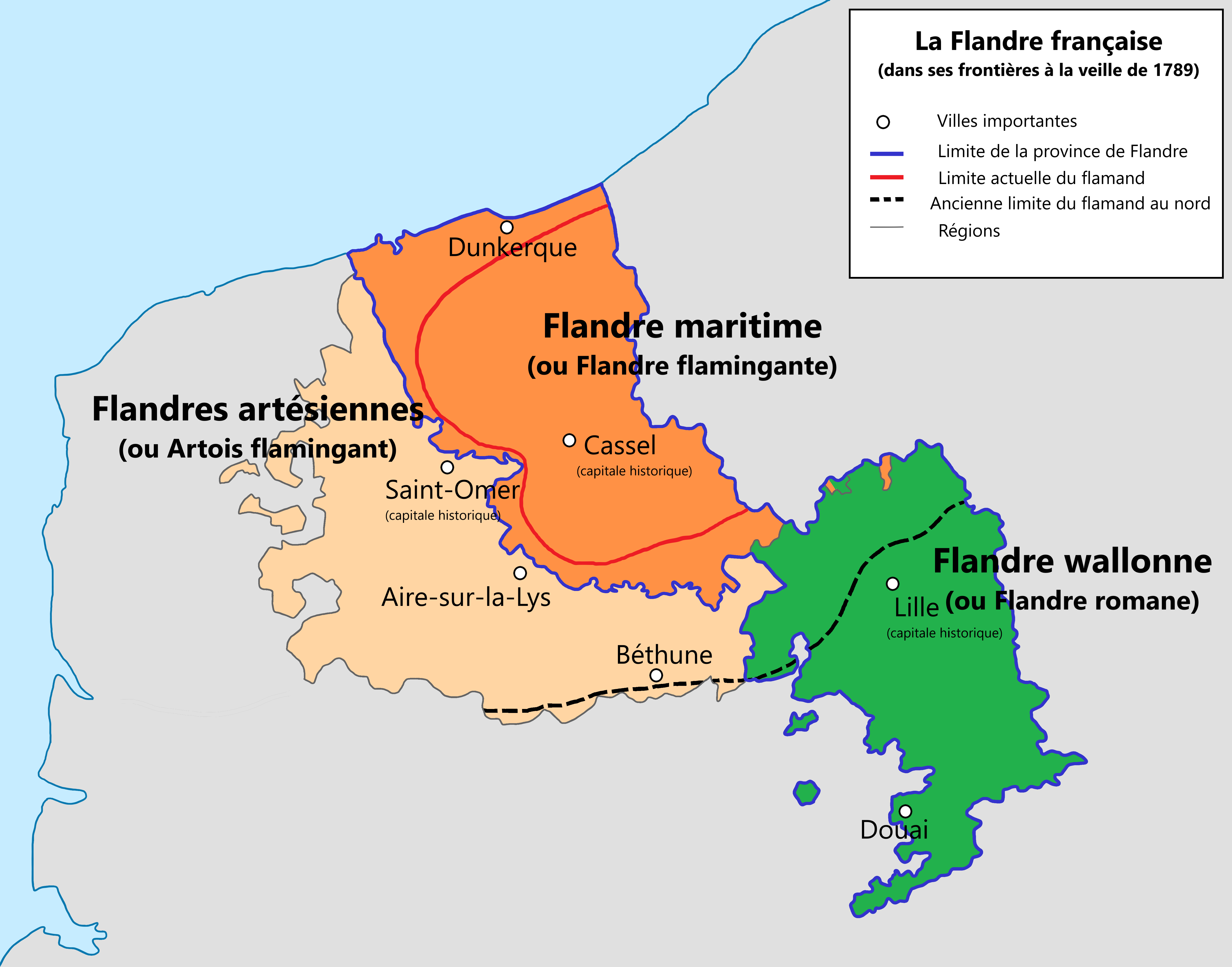
Carte des pays qualifiés de "flamands" ou "flamingants" en France.

### Les Flandres linguistiques
Les Flandres ont été distinguées sur le plan linguistique selon que les régions utilisaient des dialectes néerlandais ou français.
Pour la partie sud, utilisant des dialectes francophones, plusieurs dénominations successives ont été utilisées ; à priori différentes, elles sont en fait synonymes :
- Gallo-Flandria[40] ; traduit en français par :
- Flandre gallicane ou
- Flandre wallonne

#### Nom dans les langues et dialectes de la région
| Allemand           | Flandern          |
| Anglais            | Flanders          |
| Espagnol           | Flandes           |
| Flamand occidental | Vloandern         |
| Flamand oriental   | Vloandern         |
| Flamand de France  | Vlaenderen        |
| Français           | Flandres, Flandre |
| Francique ripuaire | Flanndere         |
| Frison occidental  | Flaanderen        |
| Limbourgeois       | Vlaandere         |
| Luxembourgeois     | Flandern          |
| Néerlandais        | Vlaanderen        |
| Picard             | Flindes, Flinde   |
| Wallon             | Flande            |
| Zélandais          | Vlaonderen        |

#### Origine de la racine Walh

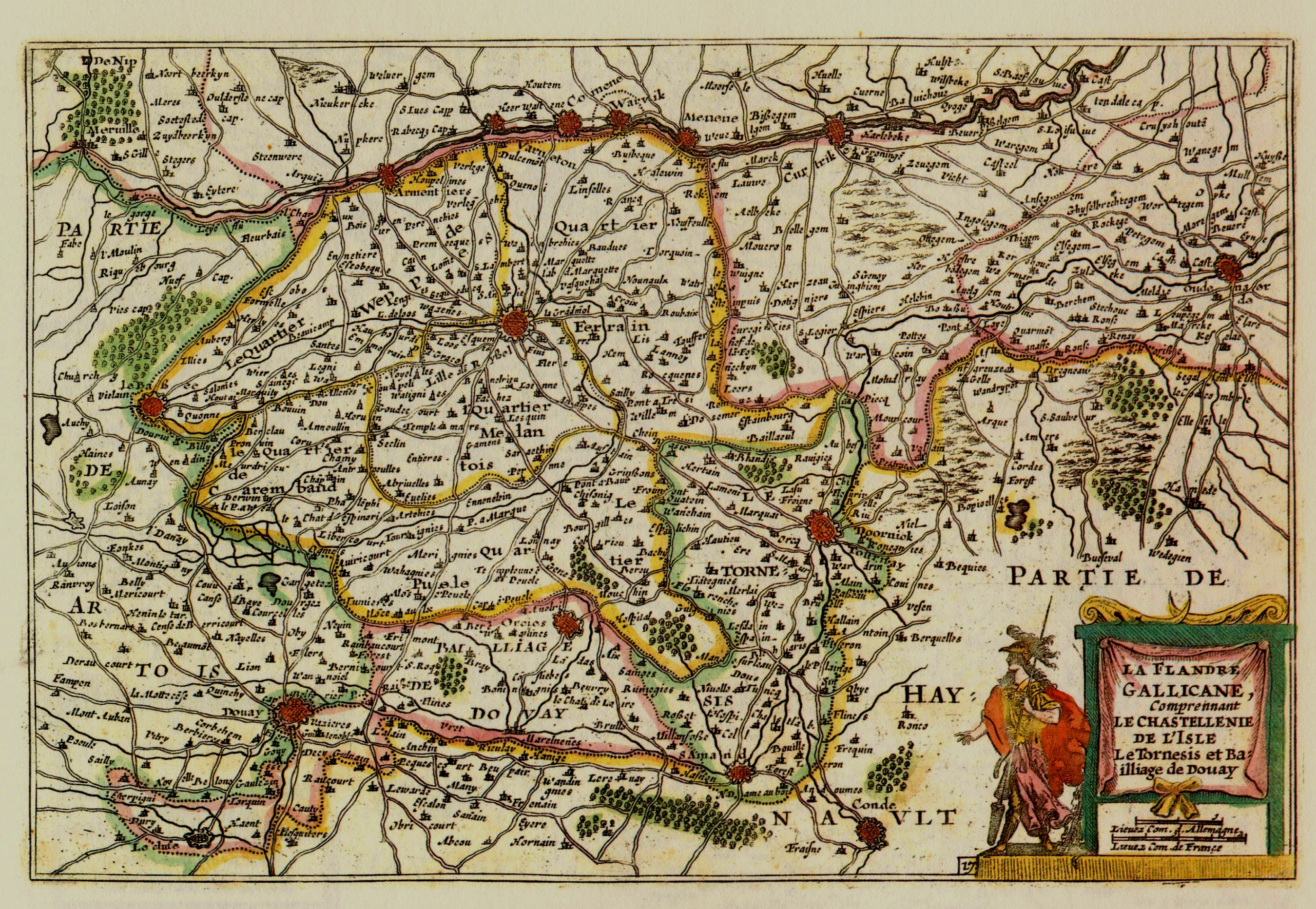
Flandre gallicane en France en 1696

Le terme francique Walha pour étranger ou Gallo-romain, et sa forme adjective walhisk, est utilisé du IIIe au Ve siècle pour qualifier les populations gallo-romaines ; d'ailleurs les termes français Gaule/gaulois sont en fait le résultat de l'interférence du francique Walh (gwalh/gwahl) avec le latin Gallus, ce qui explique que les termes latins Gallia/gallus n'aient pas évolué vers Gallie/Gaille/Jaille/gal/jal/gau/jau. Avec le temps le sens du terme Walha se restreint de plus en plus : après avoir été utilisé par les Francs pour qualifier les populations de la Gaule romane, il a ensuite désigné les populations non-franques de la Neustrie et de l'Austrasie. À ce moment, le latin médiéval emprunte ce terme francique et le transforme en Wallō (Wallon), formes adjectives walonicus ou gualonicus, et un dérivé géographique tardif Wallonia. Tout en ayant sa portée sémantique diminuée, le mot francique devient Waal en bas-francique et puis Waals en néerlandais, et du bas-francique passe de nouveau dans le roman avec quelques autres variantes romanes (walois et walesc; parallèlement le terme thiotisc-/deutisk donna la forme thiois). La forme wallon, et son dérivé géographique Wallonie, continua à exister mais son sens s'est fortement réduit, notamment depuis la création de la Belgique en 1830.
En Flandre romane, Tournai a été à tous les points de vue une des villes les plus importantes des Flandres. Elle fait partie de ce qu'on a appelé la Flandre romane tout comme Lille, Douai, Tourcoing ou Mouscron. Ces villes, bilingues ou non, font partie de l'aire culturelle flamande et possèdent donc des caractéristiques flamandes que l'on retrouve dans leur héritage artistique (architecture, peinture, sculpture...). Tournai a d'ailleurs été la capitale religieuse des Flandres pendant plus de mille ans.

#### Flandre wallonne

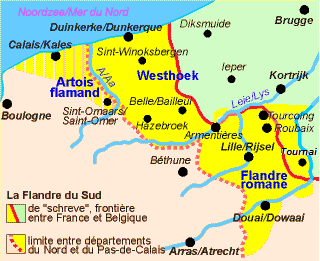
Flandre flamingante et Flandre romane en France

L'appartenance au domaine flamand s'exprime librement en France sur le plan culturel :
- Ensemble instrumental de Flandre wallonne (nommé parfois Orchestre de Flandre wallonne), basé à Tourcoing[46].

Flandre flamingante
Le Westhoek français, situé dans le nord de la France, correspond à la région de Dunkerque et aux environs. Historiquement flamande, elle est marquée par le flamand de France. Le paysage varie entre les zones maritimes plates au nord et les collines boisées du Houtland au sud.

### Les Flandres politiques
Flandre belge
Flandre française

## Nationalismes et régionalismes

### Vision heel-neérlandaise

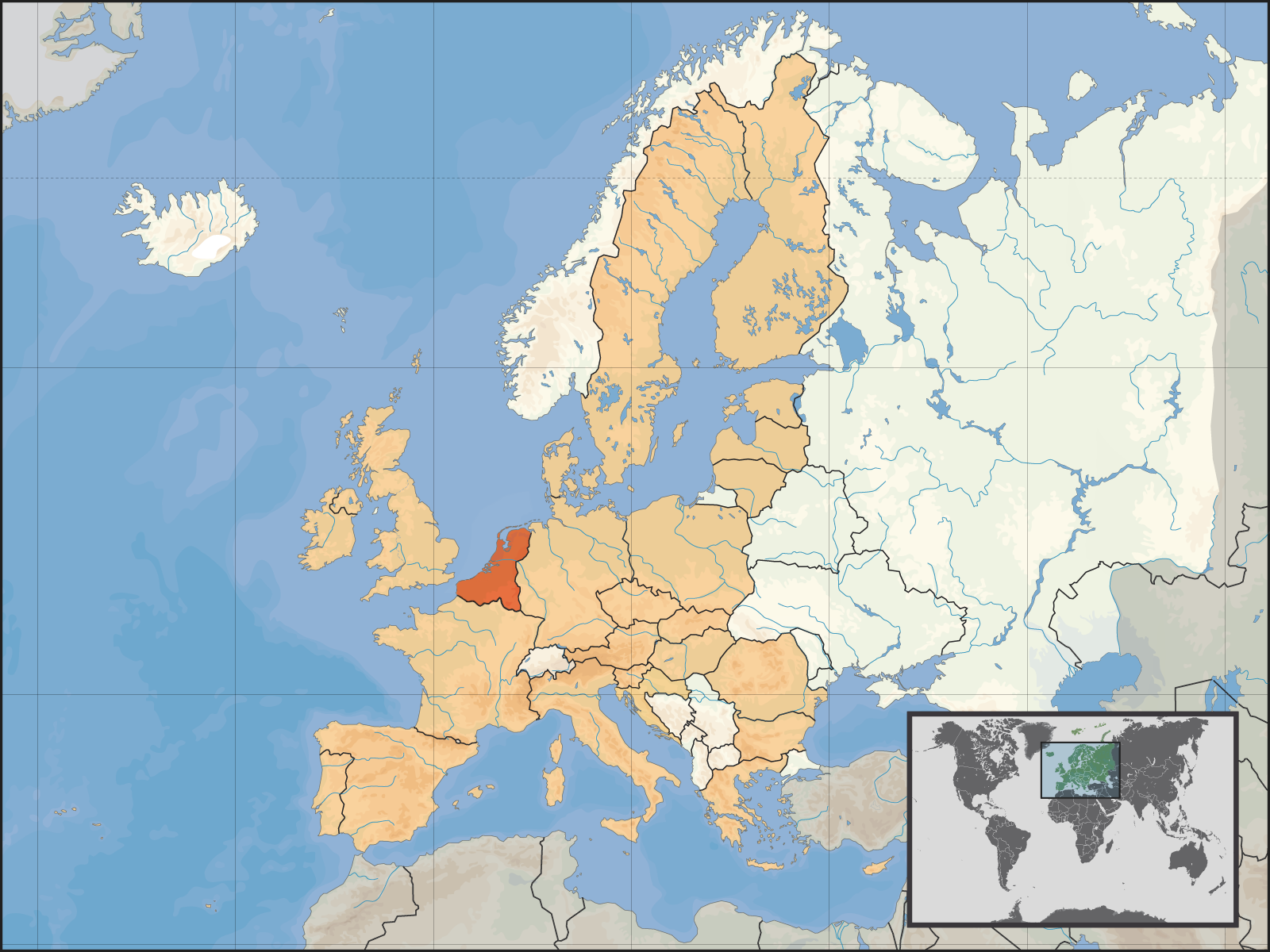
La vision heel-neérlandaise

L'Heelneerlandisme a pour objectif de réunir tous les Pays-Bas historiques dans une structure étatique. Les Flandres ne constituent dans ce cadre qu'une région parmi d'autres. La base de cette aspiration sont les 17 provinces historiques des Pays-Bas, plus le Flevoland, de création récente, et inclut quelquefois la Picardie et l'Afrique du Sud où vit encore une importante minorité néerlandaise.

### Orangisme
Les orangismes en Belgique, au Luxembourg et dans les Provinces-Unies (les Pays-Bas actuels) partagent des origines communes et des objectifs liés à la dynastie Orange-Nassau, mais diffèrent dans leurs contextes et leurs enjeux spécifiques.
Historiquement, l'orangisme trouve son origine dans les Provinces-Unies, où il défendait la maison d’Orange-Nassau comme protectrice des libertés néerlandaises contre les influences étrangères. Les partisans de la dynastie soutenaient un régime monarchique ou une gouvernance forte sous les stathouders.
L'orangisme en Belgique au XIXᵉ siècle était un mouvement soutenant la dynastie Orange-Nassau et l’union avec les Pays-Bas, porté par une élite libérale et anticléricale. Ce mouvement perdit en influence après l’indépendance de la Belgique..
Au Luxembourg, l'orangisme prônait la conservation de l'union personnelle avec le royaume des Pays-Bas, instaurée en 1815 par le Congrès de Vienne. Les orangistes luxembourgeois soutenaient l'autonomie du Grand-Duché et s’opposaient à une intégration à la Belgique lors de la révolution de 1830. L'influence orangiste persista jusqu'à la fin de cette union personnelle en 1890.

### Benelux

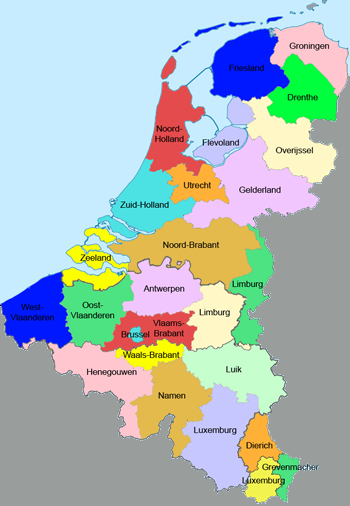
Le Benelux

Le Benelux est une union politico-économique regroupant la Belgique, les Pays-Bas et le Luxembourg. Créée en 1944, cette coopération vise à renforcer les relations économiques et politiques entre ces trois pays voisins. Le nom "Benelux" est formé des premières lettres de chaque pays : Belgique, Pays-Bas (Netherlands) et Luxembourg.

### Vision nationaliste belge

Redécoupage territorial lors de l'occupation française

La sécession en 1581 des Provinces-Unies des Pays-Bas espagnols s'effectue sur des bases religieuses. Les Pays-Bas catholiques formeront la base de la future Belgique. Les Provinces-Unies protestantes contrôlent cependant des territoires catholiques, dont la Flandre des États, qui deviendra la Flandre zélandaise.
Les Pays-Bas espagnols seront ensuite diminués de l'Artois (1649) et du sud de la Flandre (1678).
L'annexion par la France en 1795 entraîne une disparition des principautés ecclésiastiques et un redécoupage territorial, qui servira de base aux revendications territoriales de la Belgique. La Flandre des États disparaît et ses territoires intègrent le Département de l'Escaut, future Flandre-Orientale.

#### Grande Belgique

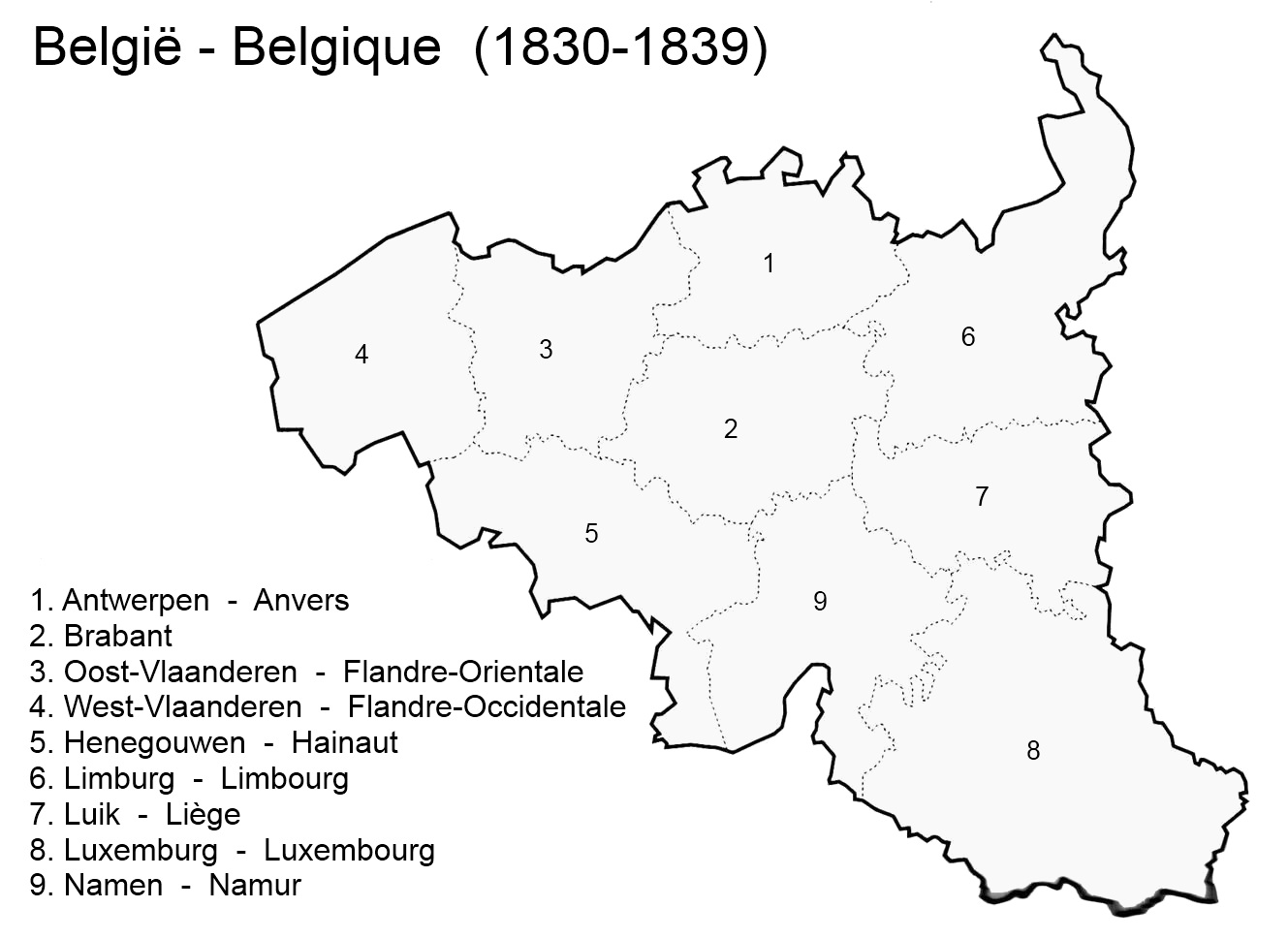
Territoire belge entre l'indépendance en 1830 et 1839

En 1830, la Belgique acquiert son indépendance des Pays-Bas ; cependant, le territoire qui devait initialement revenir aux Belges fut réduit par le traité des XXIV articles ; traité par lequel une partie du Limbourg, Maastricht et Luxembourg demeurait sous contrôle néerlandais et germanique pour des raisons militaires.

#### Belgicanisme
Le belgicanisme, ou nationalisme belge, est un courant politique affirmant une identité belge spécifique, distincte de celles des pays voisins comme la France et les Pays-Bas.

#### Belgitude
La belgitude est un terme apparu dans les années 1970-1980 pour exprimer l'âme et l'identité des Belges, caractérisée par un sens aigu de l'autodérision.

### Vision régionaliste wallonne
En Région wallonne, il est interdit d'utiliser tout dialecte ou langue régionale, y compris le wallon, même reconnues par la Communauté française de Belgique, dans les actes officiels. Cette situation perdure depuis plus de vingt ans.
L'appartenance de Tournai et de Mouscron aux Flandres (Flandre gallicante) est absente de toute dénomination officielle ou publique. La région du Tournaisis et de Mouscron porte des noms les ancrant résolument dans l'espace wallon :

#### Hainaut occidental
L'appellation Hainaut occidental remonte aux années 1960. Il est dit que celle-ci fut trouvée par un géographe un peu par défaut, Robert Sevrin (la partie ouest du Hainaut). Celle-ci s'est néanmoins imposée partout :
- Au sein des partis politiques de Belgique francophone qui possèdent des fédérations Hainaut occidental : le CDH[50], Ecolo[51], le Parti socialiste[Note 11],[52] et le Mouvement réformateur[53].
- Au sein des organisations sociales telles que les syndicats : la FGTB[54] et les mutualités : la mutualité chrétienne[55], la CSC[56], la CGSLB[57] et la mutualité socialiste[58].
- Au sein d'associations économiques et professionnelles : l'Association royale des architectes du Hainaut occidental[59], la Société de développement et de participation du Hainaut occidental[60].
- Au sein de l'enseignement supérieur, que ce soit dans le réseau libre ou le réseau officiel : Haute école libre du Hainaut occidental (HELHO)[61] et Haute école provinciale du Hainaut occidental (HEPHO)[62].
- Au sein du milieu associatif : La Ligue des familles a une régionale Hainaut occidental[63] tout comme la Ligue de l'enseignement et de l'éducation permanente[64], la Fédération francophone des sourds de Belgique (FFSB)[65], la Fondation rurale de Wallonie a une section "Wallonie picarde"[66].

#### Picardie wallonne ou Picardie hennuyère
L'idée de changer d'appellation en Picardie wallonne ou Picardie hennuyère a été lancée en octobre 2004 par le ministre de la Santé, Rudy Demotte.
Si elle a été suivie par certains acteurs, l'idée n'a pas eu un grand succès car la population n'était pas du tout associée au projet mais aussi parce qu'aucun autre parti que le PS n'avait été consulté.
Le président de la fédération Hainaut occidental du MR, Jean-Luc Crucke avait d'ailleurs mis ce petit texte critique sur son site web :
« Wallonie picarde ? Picardie wallonne ? Qu’en dites-vous ?

Hainaut Occidental : parlons-en ! Certains voudraient le débaptiser et dénommer « Picardie wallonne » ou « Wallonie picarde ». Nul de contestera nos origines picardes mais faut-il un renouvellement de façade ? La fédération MR s’est prononcée : aucun changement d’identité ne peut intervenir sans l’aval et la consultation de la population concernée. L’essentiel ne se situe pas dans une opération marketing mais dans un travail de fond.

À cet égard, il nous faut constater que ce n’est pas le boulot qui manque et que ni la Wallonie, ni le Hainaut, ni le Hainaut occidental, ne se portent au mieux de leur forme. »

#### Wallonie picarde
L'initiative du nom Wallonie picarde revient au Conseil de développement (organe représentant les différents acteurs des forces vives couvrant le territoire) dans le cadre d'une réflexion sur l'identité du territoire et un projet de région. Dans ce cadre des forums de sensibilisation ont été lancés pour associer la population dans ses diverses composantes à ce projet qui se veut mobilisateur.
Progressivement, les associations de Wallonie picarde adaptent leurs dénominations : 
- Au sein des médias : le nom officiel de la télévision locale est « No Télé, du Grand Tournai à la Wallonie picarde ».
- Au sein d'associations économiques et professionnelles : la Chambre de commerce et d’industrie s'est récemment rebaptisée Chambre de Commerce de Wallonie Picarde[69].

##### Vision nationaliste néerlandaise
Dès l'indépendance de la Belgique, des volontés expansionnistes belges voient le jour et apparaît l'idée d'une Grande Belgique). Plusieurs missions d'espionnage sont organisées à partir de 1854 et l'appui de la France est recherché.
Après la Première Guerre mondiale et les menaces répétées d'annexion par la Belgique en guise de compensation, les réactions pro-néerlandaises vont alors s'exprimer afin de conserver les frontières d'avant la Première Guerre mondiale ; entre autres par le chant populaire flamando-zélandais (nl).